# Aphaniosoma spiniventris
Aphaniosoma spiniventris är en tvåvingeart som beskrevs av Ebejer 1998. Aphaniosoma spiniventris ingår i släktet Aphaniosoma och familjen gulflugor. Inga underarter finns listade i Catalogue of Life.